# ActiveX相容性旗標
相容性旗標（Killbit）是一個主要用於微軟在其Internet Explorer瀏覽器的保安設定。透過指定某一特定ActiveX控制項軟件的特定數值，不論是由Microsoft或其他第三方的軟件，都可以讓Internet Explorer瀏覽器知道，並停止使用該指定的軟件。
相容性旗標的最主要作用，是要堵塞IE的保安漏洞。若有某一軟件的生產商發現其ActiveX控制項的某一特定版本存有保安漏洞，可以向微軟提請為該特定版本的軟件設置相容性旗標。相容性旗標一般都會透過Microsoft Windows作業系統內建的Windows Update功能進行更新。
具體的說，killbit其實是Windows內登錄的一個旗標，透過軟件的GUID來辨識。由於微軟的ActiveX控制項規定必須要有獨一的GUID作辨識，Internet Explorer可以透過對照控制項的GUID值來認定是否需要停用有關軟件。當生產商可以為軟件發行更新版本時，都必然會使用另一GUID值，而不是重用舊版的GUID。
除了Internet Explorer以外，Microsoft Office亦會透過這個旗標來決定文件內含的物件是否需要停用。